# Фрай, Йоханнес
Йоханнес Фрай (нем. Johannes Frey; род. 12 ноября 1996, Тросдорф, Северный Рейн-Вестфалия) — немецкий дзюдоист, выступающий в весовой категории свыше 100 килограммов. Бронзовый призёр Олимпийских игр. До 2018 года выступал в весовой категории до 100 килограммов.

## Биография
Йоханнес Фрай родился 12 ноября 1996 года. Его старший брат — Карл-Рихард, выступает в весовой категории до 100 кг.

## Спортивная карьера
Йоханнес Фрей занял второе место на чемпионате Европы среди юниоров 2016 года в весовой категории до 100 кг. В 2018 году он перешел в супертяжелую весовую категорию свыше 100 килограммов. Он сразу же выиграл титул чемпиона Германии в 2018 году, оказавшись сильнее Свена Хайнле в финале. Его старший брат Карл-Рихард тогда же выиграл титул в весовой категории до 100 килограммов. В марте 2018 года Йоханнес Фрай выиграл свой первый турнир Гран-при в Агадире. Год спустя он выиграл свой второй титул чемпиона Германии. В 2019 году на чемпионате Европы, проходившем в рамках Европейских игр 2019 года, в Минске, Фрай проиграл свой первый матч австрийцу Даниэлю Аллерсторферу и выбыл из борьбы. На чемпионате мира в Токио выбыл на стадии 1/8 финала, заняв девятое место.
В начале 2020 года Фрай дошел до финала турнира Большого шлема в Дюссельдорфе, где потерпел поражение от грузина Гурама Тушишвили. Через год Фрей занял третье место на турнире Большого шлема в Казани.
Фрай вошёл в состав сборной Германии на Олимпийские игры 2020 года в Токио. Однако уже в первом поединке личного турнира немец потерпел поражение от Джавада Махджуба из Олимпийской сборной беженцев. Тем не менее, в смешанном командном зачете сборная Германии завоевала бронзовую медаль.